# UTTC Stockerau

Logo des Vereins

Der UTTC Stockerau ist ein Bundesliga-Tischtennisverein aus dem niederösterreichischen Stockerau, der siebenmal die nationale österreichische Meisterschaft gewann. Damit ist der Verein in Österreich immer noch Rekordmeister. Weiters spielt der Verein in der Superliga.
Der Verein wurde 1946 gegründet. Nach mehreren Aufstiegen erreichte die Herrenmannschaft 1976 die Bundesliga, die höchste Spielklasse Österreichs, wo sie bis heute (2009) spielt. 1979, 1980, 1985, 1986, 1987, 1989 und 1990 wurde sie Österreichischer Staatsmeister, 1994, 1995, 1996, 1999 und 2000 siegte sie in der Bundesliga. Im Europapokal kam sie 1986 auf den dritten Platz.
Ein bekannter Spieler ist Stanislaw Fraczyk, der dem Verein seit 1980 angehört. Zeitweise waren auch Andrzej Grubba und István Jónyer hier aktiv.
Heute (2009) hat der Verein etwa 70 Mitglieder. Drei Herrenmannschaften nehmen neben der Bundesligamannschaft am Spielbetrieb des NÖTTV teil.